# Saham
Saham je město a zároveň vilájet (administrativní jednotka) v ománském guvernorátu Severní al-Batína na severovýchodě země. Vilájet měl při sčítání lidu 84 458 obyvatel (2003). Na území vilájetu se rozprostírá 66 obcí. Hustota obyvatel je zde vysoká. Dříve byl Saham proslulý jakožto centrum pěstování citrusových plodů. Místní významnou historickou památkou je pevnost Souk.
Rozlehlé plochy Sahamu jsou zemědělsky obdělávané, nejvíce okolo vesnic al-Fulajdž, al-Rauzá a Vádí Bání Umar a na venkově při horských hřebenech. V Sahamu existuje 23 zavlažovacích systémů afladž, pomocí kterých je voda dodávána k zemědělským půdám a sadům.